# Bajo Corral
Bajo Corral è un comune (corregimiento) della Repubblica di Panama situato nel distretto di Las Tablas, provincia di Los Santos. Si estende su una superficie di 63,1 km² e conta una popolazione di 483 abitanti (censimento 2010).